# Ranny anioł
Ranny anioł (fin. Haavoittunut enkeli) – obraz fińskiego symbolisty Hugo Simberga z 1903 roku.
Obraz zaliczany jest do najbardziej znanych dzieł malarstwa fińskiego i w 2006 roku zwiedzający Ateneum wybrali go fińskim obrazem narodowym.  

## Opis i interpretacja obrazu
Dwóch chłopców niesie na noszach rannego anioła. Młody, cały w bieli anioł ma oczy przewiązane białą opaską i w prawej dłoni trzyma pęk śnieżyczek. Na lewym skrzydle widać ślady krwi. Chłopcy są poważni, trochę smutni. W tle realistyczny krajobraz. 
Simberg nie zdradził interpretacji obrazu. Jedna z teorii głosi, że anioł może symbolizować samego Simberga, który podczas malowania zmagał się z problemami zdrowotnymi. Inna teoria mówi, że anioł może uosabiać Finlandię pod panowaniem Rosji. Możliwe też, że anioł jest tu symbolem wiary. 
W latach 1905–1906 Simberg namalował drugą wersję obrazu w formie fresku w katedrze w Tampere, wzbogacając tło obrazu o dwa kominy fabryczne w nawiązaniu do przemysłowej panoramy miasta. Ponadto malowidło katedralne odróżnia od oryginału również zróżnicowany brzeg zbiornika wodnego, który w pierwszej wersji tworzy linia prosta. Ponadto fresk ma dużo większe wymiary – 158 × 185 cm.